# 西施厝坪
西施厝坪，原稱為施厝坪，是臺灣南投縣南投市的一個傳統地域名稱，位於該市最西側。相較於今日行政區，其範圍大致包括鳳山里西部不含西北端、鳳鳴里西半部、福山里西部、永興里西部及南部，即縣道139號及鄉道投30線的西邊及南邊地區。

## 歷史
台灣清治末期至日治初期，西施厝坪地區為一街庄，稱為「施厝坪庄」，隸屬於武東堡。該庄輪廓呈南北狹長形，北與三塊厝庄、同安藔庄為鄰，東與草尾嶺庄、南投堡的施厝坪庄、茄苳腳庄為鄰，南邊為廍下庄，西邊為許厝藔庄、石頭公庄、湳雅庄、柴頭井庄、湖水坑庄。
1901年（日治明治三十四年）11月，全台廢縣廳改設二十廳，該庄隸屬於南投廳。1903年（明治三十六年）6月，該庄編入「南投區」，隸屬於南投廳。1909年（明治四十二年）10月，合併二十廳為十二廳，南投區仍隸屬於南投廳。1920年（大正九年），全台地方制度大改正，廢十二廳改設五州二廳，該庄改制並改名為「西施厝坪」大字，隸屬於臺中州南投郡南投街。
戰後南投街改制為南投鎮，隸屬於臺中縣，大字亦改制為里。1950年10月，中、彰、投分治，南投鎮改隸屬南投縣。1981年，南投鎮升格為南投市。

## 聚落
本地區發展較早的聚落有樟普藔、六份藔、施厝坪（西半部）、橫山（西半部）等，在日治期初期的官方地圖上已有記載。此外，本地區尚有王厝、崎頭、凹窩寮、楊厝、下坪等聚落。

## 交通
縣道139號（大彰路一段、八卦路、八德路、八卦路、嶺興路）是彰化至鹿谷初鄉的道路，大致以北北西—南南東走向到達西施厝坪地區北部邊界東端後，沿本地區東部邊界而行，其後續沿邊界轉東南再轉南微東再轉南蜿蜒而行，至施厝坪聚落北側的八德路路口，續直行入境一段路，至該聚落南側的八卦路路口續行該路並恢復沿東部邊界地帶而行，至橫山聚落北郊的縣道139乙線起點路口轉東南東出境。由該道路向北北西可前往芬園與員林／大村／花壇交界地帶、花壇與彰化交界地帶、彰化市區並止於省道台1線路口；向東南東轉東北東再轉東可前往南投市區、中寮、集集、鹿谷等地。
縣道139乙線（八卦路、八卦路3巷、八卦路）是橫山至名間的道路，其西北側端點位於本地區東部邊界中南側，也就是橫山聚落北郊的縣道139號轉角路口。由此向南轉南南西入境後，續行至本地區西部邊界南側後，轉南再轉西沿邊界蜿蜒而行，出境後於許厝寮東端繞大彎轉西南再繞大彎轉東南東，於廍下西部繞S形後轉南南西再轉南可前往皮子寮、赤水、弓鞋、松柏坑、頂新厝、名間並止於省道台3線路口。
鄉道投16線（八卦路1249巷）是湖水至大厝內的道路，也是舊跨縣鄉道彰投78線的南投縣境內路段，其東側端點位於本地區樟普寮聚落的縣道139號路口。由此向西南西轉西南蜿蜓而行，出聚落後轉西北並止於本地區西部的南投縣、彰化縣邊界處。續行可接彰化縣鄉道彰78線以前往湖水坑、番子崙、萬年與三條圳交界地帶、員林市中心東南側並止於縣道148號路口。
鄉道投18線（鳳山路）是凹窩寮至小半山的道路，其西側端點位於本地區東部邊界地帶中北部凹窩寮聚落北郊的縣道139號路口。由此向東北微北出境後可前往東施厝坪、小半山東北部並止於省道台14丁線路口。
鄉道投21線是六分寮至草尾嶺的道路，也是舊跨縣鄉道彰投82線的南投縣境內路段，其東側端點位於本地區中部的縣道139號路口，也就是草尾嶺聚落西郊。由此向北北西轉西南西再轉北，經六分寮聚落西側後轉北北西再轉西北並止於本地區西部的南投縣、彰化縣邊界處。續行可接彰化縣鄉道彰82線以前往柴頭井東北端、柴頭井與湖水坑交界地帶、柴頭井西北部並止於縣道137號路口。
鄉道投20線（登施路）是施厝坪至樟樹公的道路，其西側端點位於本地區東部邊界中央偏北施厝坪聚落的縣道139號舊線（八卦路）路口。由此向東出境後可前往東施厝坪、半山、林子並止於省道台3線路口。
鄉道投30線（八卦路、八卦路36巷）是橫山至虎山坑的道路，其西北側端點位於本地區東部邊界南段的橫山聚落北郊縣道139乙線路口。由此向東南東沿邊界線轉南南西再轉南微東進入橫山聚落，其後順路轉西入境後轉南再繞彎道轉西南再轉南，至邊界線上的八卦路36巷路口續向南沿邊界而行，其後續沿邊界線轉東再轉南再轉東南東蜿蜒而行，出境進入茄苳腳後轉南南西再轉西北西回到本地區東南部凸出部分的東側中南段，轉南微西沿邊界行一小段後出境，可前往大庄與廍下交界地帶、大庄南部、大庄與田子交界地帶、田子西南部、下新厝並止於省道台3線路口。

## 學校
- 文山國小

## 廟宇
- 南投永興宮（北帝廟）